# Teodoro Buffoli
Teodoro Buffoli (Chiari, 3 dicembre 1830 – Brescia, 10 luglio 1884) è stato un patriota, avvocato e politico italiano, deputato alla Camera dal 1882 al 1884.

## Biografia
Nacque a Chiari il 3 dicembre 1830. Nel 1848 combatté nella prima guerra d'indipendenza nell'assedio di Mantova. L'anno dopo con un gruppo di volontari clarensi si recò a Brescia a sostenere la rivolta durante le Dieci Giornate. Poco dopo, a Chiari istituì un comitato rivoluzionario ispirato alla figura di Tito Speri; quando la città tornò sotto il controllo degli austriaci, fu costretto a espatriare. Rientrato, divenne allievo di Marino Ballini e Giuseppe Zanardelli, quando costoro esercitarono privatamente gli insegnamenti universitari di diritto privato.
Dopo gli eventi della Seconda guerra d'indipendenza si avvicinò all'ambiente liberal progressista bresciano in particolare al Circolo Nazionale di Zanardelli e di Francesco Cuzzetti. Nel 1861 divenne consigliere provinciale in rappresentanza del mandamento clarense. In consiglio rimarrà fino al 1874, ricoprendo per diverse volte l'incarico di deputato.
Nel 1863, fu proposto dalla Sinistra alle elezioni suppletive dell'8 marzo per il collegio elettorale di Leno dove affrontò, perdendo, il candidato della Destra Michele Corinaldi. Nelle elezioni del 1865, del 1867 e del 1870 fu il candidato dei progressisti a Chiari, risultando sempre sconfitto al turno di ballottaggio dal candidato della Destra Berardo Maggi.
Nel 1870 entrò nel consiglio di redazione de «La Provincia di Brescia», organo di stampa del gruppo zanardelliano.
Alle politiche del 1874 si candidò nel collegio di Asola dove perse, anche in questo caso al turno di ballottaggio, contro il deputato uscente Lazzaro Frizzi. In quell'occasione venne accusato dal conte Ignazio Lana de Terzi, già sindaco di Borgonato, di concussione; in seguito, una sentenza della Corte d'Appello di Brescia condannò il Lana de Terzi per diffamazione.
Alle politiche del 1882 fu inserito nel listino presentato dagli zanardelliani nel collegio di Verolanuova dove venne eletto deputato con 3352 preferenze, dietro a Carlo Gorio, Antonio Barbieri e davanti a Ulisse Papa.
Cagionevole di salute da tempo, nonché debilitato anche per una serie di lutti famigliari, morì a Brescia il 10 luglio 1884.